# 3-环戊基丙酸
3-环戊基丙酸（英語： 或 cyclopentylpropionic acid）是一种有机化合物，化学式为C8H14O2，属于脂肪族有机酸，常与一些药物的羟基结合为对应的酯，而作为前体药物使用。